# Campionato africano femminile di calcio 1995
Il campionato africano femminile di calcio 1995 è stata la seconda edizione della massima competizione calcistica per nazionali femminili organizzata dalla Confédération Africaine de Football (CAF). Si è disputato tra il 5 novembre 1994 e il 5 marzo 1995. Il torneo è servito anche da qualificazione al campionato mondiale 1995, al quale ha avuto accesso solo la nazionale vincitrice.
Il torneo è stato vinto per la seconda volta consecutiva dalla Nigeria, che nella doppia finale ha superato il Sudafrica. Due delle otto squadre partecipanti si sono ritirate dalla competizione senza disputare alcuna partita.

## Formato
Il torneo era composto di una fase a eliminazione diretta con partite di andata e ritorno, senza la disputa della finale per il terzo posto. La squadra vincitrice si qualificava alla fase finale del campionato mondiale 1995.

## Squadre partecipanti
- Angola
- Camerun
- Ghana
- Guinea
- Nigeria
- Sierra Leone
- Sudafrica
- Zambia

In corsivo le squadre ritiratesi dalla competizione. Era inizialmente previsto un turno preliminare, che non si è disputato per il ritiro del Kenya, così che il Sudafrica è stato ammesso direttamente alla fase finale.

## Fase a eliminazione diretta

### Tabellone
|  | Quarti di finale | Quarti di finale | Quarti di finale | Quarti di finale | Quarti di finale |  |  | Semifinali | Semifinali | Semifinali | Semifinali | Semifinali |   |   | Finale  | Finale  | Finale | Finale | Finale |  |
|  |                  |                  |                  |                  |                  |  |  |            |            |            |            |            |   |   |         |         |        |        |        |  |
|  | Ghana            |                  |                  |                  |                  |  |  |            |            |            |            |            |   |   |         |         |        |        |        |  |
|  | Guinea (rit.)    | Guinea (rit.)    | Guinea (rit.)    | Guinea (rit.)    | Guinea (rit.)    |  |  | Ghana      | Ghana      | 0          | 0          | 0          |   |   |         |         |        |        |        |  |
|  | Nigeria          | Nigeria          | 9                | 2                | 11               |  |  | Nigeria    | Nigeria    | 3          | 2          | 5          |   |   |         |         |        |        |        |  |
|  | Sierra Leone     | Sierra Leone     | 0                | 0                | 0                |  |  |            |            |            |            |            |   |   | Nigeria | Nigeria | 4      | 7      | 11     |  |
|  | Sudafrica        | Sudafrica        | 5                | 6                | 11               |  |  |            |            | Sudafrica  | Sudafrica  | 1          | 1 | 2 |         |         |        |        |        |  |
|  | Zambia           | Zambia           | 3                | 2                | 5                |  |  | Sudafrica  | Sudafrica  | 3          | 3          | 6          |   |   |         |         |        |        |        |  |
|  | Angola           | Angola           | Angola           | Angola           | Angola           |  |  | Angola     | Angola     | 1          | 3          | 4          |   |   |         |         |        |        |        |  |
|  | Camerun (rit.)   |                  |                  |                  |                  |  |  |            |            |            |            |            |   |   |         |         |        |        |        |  |

### Quarti di finale
| Squadra 1 | Totale | Squadra 2    | Andata | Ritorno |
| --------- | ------ | ------------ | ------ | ------- |
| Ghana     | [ 1 ]  | Guinea       | -      | -       |
| Nigeria   | 11 - 0 | Sierra Leone | 9 - 0  | 2 - 0   |
| Sudafrica | 11 - 5 | Zambia       | 5 - 3  | 6 - 2   |
| Angola    | [ 1 ]  | Camerun      | -      | -       |

| 5 novembre 1994 Andata | Sudafrica | 5 – 3 | Zambia |  |

| Lagos 6 novembre 1994 Andata | Nigeria | 9 – 0 | Sierra Leone |  |

| Freetown 20 novembre 1994 Ritorno | Sierra Leone | 0 – 2 | Nigeria |  |

| 20 novembre 1994 Ritorno | Zambia | 2 – 6 | Sudafrica |  |

### Semifinali
| Squadra 1 | Totale | Squadra 2 | Andata | Ritorno |
| --------- | ------ | --------- | ------ | ------- |
| Ghana     | 0 - 5  | Nigeria   | 0 - 3  | 0 - 2   |
| Sudafrica | 6 - 4  | Angola    | 3 - 1  | 3 - 3   |

| 7 gennaio 1995 Andata | Sudafrica | 3 – 1 | Angola |  |

| 9 gennaio 1995 Andata | Ghana | 0 – 3 | Nigeria |  |

| Luanda 21 gennaio 1995 Ritorno | Angola | 3 – 3 | Sudafrica |  |

| Lagos 23 gennaio 1995 Ritorno | Nigeria | 2 – 0 | Ghana |  |

### Finale
| Squadra 1 | Totale | Squadra 2 | Andata | Ritorno |
| --------- | ------ | --------- | ------ | ------- |
| Nigeria   | 11 - 1 | Sudafrica | 4 - 1  | 7 - 1   |

| Ibadan 4 marzo 1995 Andata | Nigeria | 4 – 1 | Sudafrica |  |

| Johannesburg 18 marzo 1995 Ritorno | Sudafrica | 1 – 7 | Nigeria |  |